# Wody stagnujące

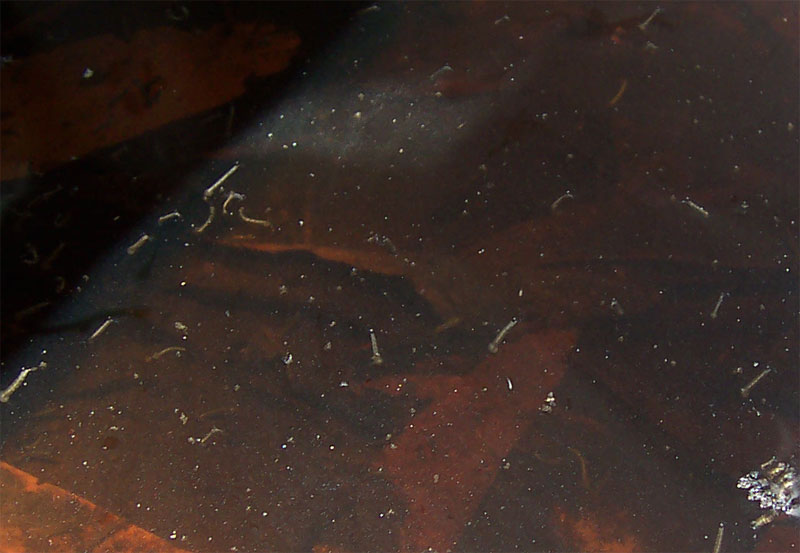
Larwy komarów w stojącej wodzie

Wody stagnujące (zwane też wodami martwymi) – pojęciem tym określa się wody pozostające w bezruchu i niewykazujące wymiernej dynamiki, odnosi się głównie do wód podziemnych (pogrzebanych i kopalnych) oraz innych występujących w strefie stagnacji hydrogeochemicznej. Zazwyczaj wody takie są zupełnie pozbawione tlenu lub występuje on w niewielkiej ilości, zaś na ich chemizm znaczący wpływ ma ośrodek skalny.
Nazwa używana jest również w stosunku do wszelkich wód powierzchniowych – jezior, mórz i innych zbiorników. W tym przypadku dochodzi inny problem – wody stojące w znacznie większym stopniu niż wody bieżące mogą być siedliskiem niebezpiecznych dla zdrowia i życia pasożytów i bakterii. Wody takie są też najczęściej wylęgarnią moskitów.